# Trash (альбом)
Trash (с англ. — «Мусор») — восемнадцатый студийный и одиннадцатый сольный альбом Элиса Купера, вышедший в 1989 году.
После возвращения Элиса Купера на большую сцену в 1986 году (с 1983 года музыкант проходил лечение от алкоголизма), и выхода сравнительно удачных альбомов Constrictor и Raise Your Fist and Yell, Элис Купер решил закрепить успех. Для этого, он, во-первых, не возобновил контракт с MCA и подписал контракт с рекорд-компанией Epic, а во-вторых, пригласил для работы известного музыканта и продюсера Дезмонда Чайлда, который был широко известен своей работой c Kiss, Bon Jovi и Бонни Тайлер. Дезмонд Чайлд стал продюсером и соавтором альбома. Кроме того, Элис Купер пригласил для работы (как и для работы с предыдущим альбомом) таких известных музыкантов, как Джон Бон Джови, Ричи Самбора и Стивен Тайлер.
Результатом этого стал альбом Trash, наиболее успешно продаваемый альбом Элиса Купера за всю его карьеру. Альбом достиг максимального уровня продаж в США и ему был присвоен платиновый статус от RIAA за тираж более 1 000 000 экземпляров в феврале 1990 года. В чартах, диск поднялся до 20-го места в США, до 2-го в Великобритании.

## Список композиций
1. «Poison» (Элис Купер, Дезмонд Чайлд, МакКарри) — 4:29
2. «Spark in the Dark» (Купер, Чайлд), — 3:52
3. «House of Fire» (Купер, Чайлд, Джоан Джетт) — 3:47
4. «Why Trust You» (Купер, Чайлд) — 3:12
5. «Only My Heart Talkin’» (Купер, Брюс Робертс, Энди Голдмарк) — 4:47
6. «Bed of Nails» (Купер, Чайлд, Дайан Уоррен) — 4:20
7. «This Maniac’s in Love With You» (Купер, Чайлд, Боб Хелд, Том Тили) — 3:48
8. «Trash» (Купер, Чайлд, Марк Фрэйзер, Джэми Сэвер) — 4:01
9. «Hell is Living Without You» (Купер, Чайлд, Джон Бон Джови, Ричи Самбора) — 4:11
10. «I’m Your Gun» (Купер, Чайлд, МакКарри) — 3:47

## Видео

### Клипы
- «Poison»
- «Bed of Nails»
- «House of Fire»
- «Only My Heart Talkin’».

### Концертное видео
- «Alice Cooper Trashes The World».

## Участники записи
- Alice Cooper — вокал
- John McCurry (ex-The Hooters) — гитара
- Hugh McDonald — бас
- Bobby Chouinard — ударные
- Alan St. John — клавишные

### Приглашённые музыканты
- Стивен Тайлер (Aerosmith) — совокал (5)
- Джон Бон Джови — совокал (8)
- Кип Уингер (Winger, работал с Бобом Диланом, Twisted Sister и др.) — совокал (10)
- Джо Перри (Aerosmith) — гитара (3)
- Ричи Самбора — гитара (9)
- Steve Lukather (ex-Toto, Los Lobotomys)- гитара (9)
- Kane Roberts (работал с Шер, Стивом Ваем и др.)- гитара (6)
- Guy Mann-Dude — гитара (2,4,7)
- Томас Хэмилтон (Aerosmith) — бас (8)
- Джоуи Крамер (Aerosmith) — ударные (8)
- Mark Frazier — гитара(8)
- Jack Johnson — гитара (8)
- Paul Chiten — дополнительные клавишные
- Steve Deutsch — программирование синтезаторов
- Gregg Mangiafico — клавишные, специальные эффекты

### Приглашённые авторы
- Дезмонд Чайлд
- Джоан Джетт (ex-Runaways, The Blackhearts)
- Дайан Уоррен — композитор и поэт-песенник, автор таких песен, как «Because You Loved Me» (Селин Дион), «Un-Break My Heart» (Тони Брэкстон)

## Позиции в хит-парадах и сертификации
Годовые чарты:
| Хит-парад (1989)       | Позиция |
| ---------------------- | ------- |
| Европа (Music & Media) | 67      |